# Giorgio Miazza
Giorgio Miazza (Novara, 17 novembre 1938 – Novara, 8 novembre 2011) è stato un calciatore italiano, di ruolo difensore.

## Carriera
Dopo essere cresciuto nelle squadre giovanili della Madonna Pellegrina, debutta in Serie B con la maglia del Novara il 9 febbraio del 1958 in casa del Bari.
Confermato nella stagione seguente, gioca l'intero campionato 1958-1959, segnalandosi per il temperamento e la solidità del gioco. Prende parte al vittorioso spareggio-salvezza contro la Triestina (11 giugno 1961), e si pone all'attenzione del pubblico e dei critici nel campionato 1961-1962, l'ultimo in biancazzurro.
Ingaggiato dal Lanerossi Vicenza nell'estate dello stesso anno, fa il suo esordio in Serie A, collezionando 8 presenze nella stagione 1962-1963.
Tornato al Novara in Serie C nell'estate del 1963, contribuisce a riportare i piemontesi fra i cadetti nel 1965. È ancora presente in alcune partite nel 1966, per poi essere ceduto all'Arezzo durante l'estate. Con la maglia amaranto, dopo un buon inizio di campionato, finisce relegato al ruolo di riserva, disputando in totale 12 partite nel torneo cadetto.
Rientra a Novara in vista della stagione 1967-1968, che sarà l'ultima della sua carriera.

## Palmarès

### Club

#### Competizioni nazionali
- Serie C: 1

Novara: 1964-1965